# Martin Petráš
Martin Petráš (ur. 2 listopada 1979 w Bojnicach) – słowacki piłkarz występujący na pozycji obrońcy, reprezentant Słowacji w latach 2002–2010.

## Kariera klubowa
Martin Petráš zawodową karierę rozpoczął w 1998 w Baniku Prievidza. Grał w nim przez 2 sezony, po czym latem 2000 przeprowadził się do Czech i podpisał kontrakt z FK Jablonec 97. W nowym zespole został podstawowym zawodnikiem i przez 2 lata rozegrał 56 ligowych pojedynków.
W 2002 słowacki gracz podpisał kontrakt ze Spartą Praga. Zadebiutował w niej 22 września podczas zremisowanego 0:0 derbowego spotkania ze Slavią. W debiutanckim sezonie Petráš wywalczył ze swoją drużyną mistrzostwo Czech, a sukces ten powtórzył również w rozgrywkach 2004/05. 22 listopada 2005 w przegranym 1:2 pojedynku rundy grupowej Ligi Mistrzów z AFC Ajax Słowak zdobył honorowego gola dla swojego klubu. W styczniu 2006 Petráš odszedł do litewskiego FBK Kowno, skąd natychmiast został wypożyczony do szkockiego Heart of Midlothian FC, gdzie zagrał w 5 meczach Scottish Premier League.
W letnim okienku transferowym w 2006 Petráš odszedł ze Sparty Praga do włoskiego US Lecce. W rundzie jesiennej sezonu 2006/07 w 17 występach strzelił 1 gola, po czym zimą został wypożyczony do Treviso FBC. W 2007 został sprzedany do US Triestina Calcio, gdzie spędził 2 sezony. Po tym okresie przeniósł się do AC Cesena, z którą w sezonie 2009/10 awansował do Serie A. W linii obrony grał wówczas najczęściej u boku Maurizio Lauro, Dario Biasiego i Massimo Volty. Następnie grał w US Grosseto, AC Delta Porto Tolle i SP La Fiorita.

## Kariera reprezentacyjna
W reprezentacji Słowacji Petráš zadebiutował 6 lutego 2002 w wygranym 3:2 towarzyskim spotkaniu przeciwko Iranowi za kadencji Ladislava Jurkemika. Od tego czasu regularnie był powoływany do drużyny narodowej, jedynie w 2007 nie wystąpił w żadnym meczu Słowacji. W 2010 Vladimír Weiss powołał go do 23-osobowej kadry na Mistrzostwa Świata w RPA.

## Sukcesy
Sparta Praga
- mistrzostwo Czech: 2002/03, 2004/05
- Puchar Czech: 2003/04, 2005/06